# Augusto Moreno
Augusto Moreno, de nome completo Augusto César Moreno OIP (Freixo de Espada à Cinta, Lagoaça, 10 de Novembro de 1870 – Porto, 2 de Abril de 1955) foi um professor, lexicógrafo, pedagogo, gramático, tradutor e filólogo português.

## Biografia
Nasceu no concelho de Freixo de Espada à Cinta, no Nordeste Transmontano. Cedo demonstrou vocação para os estudos da língua portuguesa o que o levou, por escassez de meios, a frequentar, no Porto, a Escola Normal Primária do Porto (1887-1890), onde se formou, com elevadas classificações e alguns prémios pecuniários, nos ensinos elementar e complementar. Concluídos estes, passou a leccionar na Escola Oficial de Mogadouro, à qual se seguiu a da Aldeia Galega do Ribatejo — actual Montijo — e finalmente a de Miranda do Douro.
Fixou posteriormente residência em Bragança onde foi mestre da Escola Primária Superior, tendo exercido igualmente o cargo de Vice-presidente e Presidente da Câmara Municipal daquela cidade, além do de administrador do concelho aquando da Implantação da República Portuguesa, da qual se mostrou sempre um indefectível apoiante pelo que chegou então a ser preso.
Reformou-se do ensino ao fim de 32 anos de profícua e laboriosa actividade em virtude de uma acentuada surdez que em muito lhe limitou o normal exercício das suas actividades públicas, mas nem por isso deixou de trabalhar e continuar a dedicar-se à grande paixão da sua vida: — a cultura da língua portuguesa da qual, como poucos, conhecia os seus múltiplos e seculares segredos.
Autodidacta e estudioso de grande mérito, entre as múltiplas línguas que estudou, algumas das quais falava, figuravam o francês, o inglês, o alemão, o espanhol, o latim e o hebraico, por exemplo, pelo que era considerado um poliglota prestigiado, tanto na sua Pátria como no Brasil, onde chegou a afirmar ser mais conhecido do que na sua terra![carece de fontes?]
Filólogo, gramático e pedagogo, foi igualmente poeta e prosador sendo bastantes as obras e os textos que ostentam o seu nome tendo colaborado em vários órgãos da imprensa regional e local além de em revistas destacando-se a Gazeta Fiscal de Lisboa, a Arte e a Arte Livre, do Porto, e Nova Alvorada, de Famalicão. Colaborou ainda em várias publicações regulares e avulsas como a Revista Nova, de Trindade Coelho, a Revista Lusitana, de Leite de Vasconcelos, e a Tribuna, de Pires Avelanoso, tendo sido u|m valioso colaborador de Cândido de Figueiredo na elaboração do seu Novo Dicionário da Língua Portuguesa.
Como autor, publicou o "Glossário Transmontano", que se iniciou na Revista Nova e se concluiu na Revista Lusitana, e "Joio na Seara" com análise crítica a algumas obras do mestre Cândido de Figueiredo. Foi ainda autor dos "Dicionário Popular Elementar" e "Dicionário Complementar da Língua Portuguesa". Publicou "Moral e Educação Cívica", as "Lições de Linguagem" (4 vol.), "Lições de Análise, Fonética e Ortografia" (3 vol.), tendo sido colaborador presente no Jornal diário portuense "O Primeiro de Janeiro" onde tinha uma coluna muito apreciada e denominada "Como Falar – Como Escrever", na qual dava resposta a inúmeras perguntas sobre temas, dúvidas e outras questões de linguagem — prosódia, ortografia e sintaxe — as quais lhe eram copiosamente formuladas e tinham as mais diversificadas origens, muitas delas oriundas do próprio Brasil. Publicou ainda vários livros escolares: "Gramática Elementar", "Redacção, Geometria e Ciências Naturais" da colecção "Série Escolar de Educação". Além disso e em colaboração com António Figueirinhas, orientou e dirigiu o "Português Popular" sendo dois os volumes publicados sob este título.
Como tradutor verteu as obras: "Como se Llega a Milionário", do espanhol Climet Ferrer, e "Voces de Aliento", de Orison Swett Marden, "Le Reve de Suzy", da francesa Henri Ardel, "La Femme dans la Famille", de Marie-Dominique Philippe, baronesa de Staffe, "La Grande Amie", de Pierre L’Ermite, "La Neige sur les Pas", de Henri Bordeaux e "Tache", de E. Saint Galles.
"Por proposta do Dr. Bernardino Machado foi eleito sócio do Instituto de Coimbra, e, por iniciativa de António Leal e da "Educação Nacional", a que se seguiu proposta do Governo Civil de Bragança, foi agraciado com o título e grau de oficial da Ordem da Instrução Pública, por serviços distintos prestados à mesma instrução. Publicada a mercê, foi-lhe, em Outubro de 1933, prestada em Bragança pública homenagem, a que se associaram todas as corporações, autoridades e povo da cidade, os então Ministro da Educação Nacional e director geral do Ensino Primário, diversos professores, à frente dos quais Cardoso Júnior e Romeu Pimenta, e vários jornais, nomeadamente Novidades, Educação Nacional, Escola Primária, Diário de Notícias, Diário de Lisboa, O Século e O Primeiro de Janeiro. Tendo em 1935 fixado residência no Porto, Augusto Moreno ali continua estudando dedicada e proficientemente os problemas mais interessantes da língua pátria. Colaborou na sua velha tribuna da Educação Nacional, em O Primeiro de Janeiro e nas revistas Ocidente e Revista de Portugal, de Lisboa, e, de colaboração com Cardoso Júnior e José Pedro Machado, publicou o Grande Vocabulário Ortográfico Luso-Brasileiro. Trabalhou, com os mesmos cooperadores, na revisão e actualização do "Dicionário de Morais", Augusto Moreno é legitimamente considerado um dos mais competentes mestres contemporâneos da Filologia e dos mais eminentes cultores da língua portuguesa, cuja pureza defendeu com brilho e vigor notáveis.".
Em 5 de Outubro de 1933 foi feito Oficial da Ordem da Instrução Pública.
Em sua homenagem e como reconhecimento do seu trabalho e dedicação ao ensino, foi atribuído o seu nome à Escola Preparatória da sua cidade do coração e onde passou a maior parte da sua vida.